# PackageKit
PackageKit er et pakkehåndteringsprogram, der skal gøre det lettere at opdatere og hente programmer til et styresytem. Som mange andre programmer udgivet til Linux, er det åben source og indeholder en række software programmer, der skal skabe en konsistent front end for mange forskellige pakkesystemer. PackageKit er skabt af Richard Hughsie. PackageKit fungerer på flere platforme, men anvendes typisk på Linux. Dermed følger det også de standarder, som freedesktop.org gruppen fremsætter. Det bruger endvidere biblioteker leveret af D-Bus og PolicyKit.

## Historie
PackageKit er skabt af Richard Hughsie efter at det var blevet foreslået i en række blog posteringer i 2007. I dag udvikles det af en lille gruppe af udviklere. Fedora var det første system, som valgte at anvende det som en front end for deres opdagteringsprogram. Fra 2009 har også Canonicals Kubuntu valgt at anvende dets KDE, KPackagekit, udgave (se nedenfor).

## Struktur
Packagekit er en daemon, der kaldes af systemet. Netop fordi programmet skal kaldes, mindskes boot hastigheden såvel som opstart ikke. Endvidere sikrer det, at det kun optager hukommelse, når det er i brug. Egenskaber inkluderer:
- Installation af filer, servicepakke, medier og andet fra fjerne kilder.
- Autorisation gennem PolicyKit.
- Erstatter ikke eksisterende pakkehåndteringsværktøjer.
- Understøtter systemer med flere brugere samt.
- Vil ikke tillade at der lukkes ned under kritiske dele af overførelsen.
- Lukker ned, når det ikke længere anvendes.

## Front-ends

### Gnome-Packagekit
Gnome-packagekit er en samling af grafiske værktøjer, som kan anvendes på GNOME skrivebordsmiljøet.

### KPackagekit
Ligesom GNOME, har KDE også en udgave af Packagekit, der følger traditionen med at tilføre et K til sit programnavn. Blandt de egenskaber, som KDE nævner i forbindelse med KPackagekit er,
- Installation og fjernelse af pakker (programmer).
- Styring af pakker.
- Søgning efter nye pakker såvel som installerede.
- Understøtter filtrering efter
  - Intallerede eller tilgængelige
  - Gratis eller ikke-gratis
  - Slutbruger eller under udvikling
  - Grafisk eller kun tekst.
- Understøtter gruppering af pakker.

Opdatering af pakker kan ske manuelt gennem KPackagekit eller det kan angives, at der skal søges efter opdateringer på et bestemt tidspunkt. I begge tilfælde skal brugeren give sit besyv med, før opdateringer af pakker begyndes. Det er muligt at konfigurere KPackagekit til at søge efter opdateringer på enten timelig, daglig, ugentlig eller månedlig basis. Når der er opdateringer, vil et KPackagekit fremstå i system tray.

## Back-ends
En række forskellige pakkehåndteringsprogrammer eller back-ends understøtter forskellige metoder og signaler som anvendes af front-end værktøjer. Understøttede back-ends inkluderer:
- Advanced Packaging Tool (APT),
- Arch Linux Package Management (ALPM Arkiveret 4. juni 2011 hos  Wayback Machine),
- box,
- Conary,
- Sabayon Linux's Entropy Arkiveret 12. maj 2013 hos  Wayback Machine,
- Opkg,
- PiSi,
- poldek,
- Portage,
- razor,
- Smart Package Manager,
- YUM,
- ZYpp.
- urpmi.